# Полиамидная колбасная оболочка

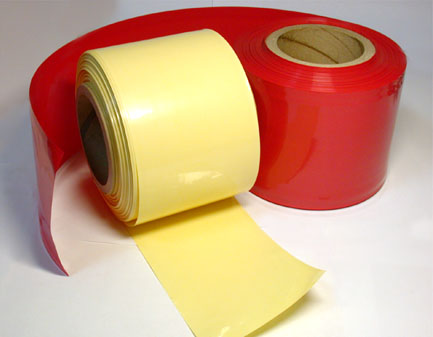
Пятислойная полиамидная оболочка

Полиамидная колбасная оболочка — класс пластиковых барьерных оболочек, предназначенных для производства колбасных изделий. Полиамидные колбасные оболочки изготавливаются из смеси полиамидов и полиэтилена высокого давления методом коэкструзии с двуосной ориентацией.

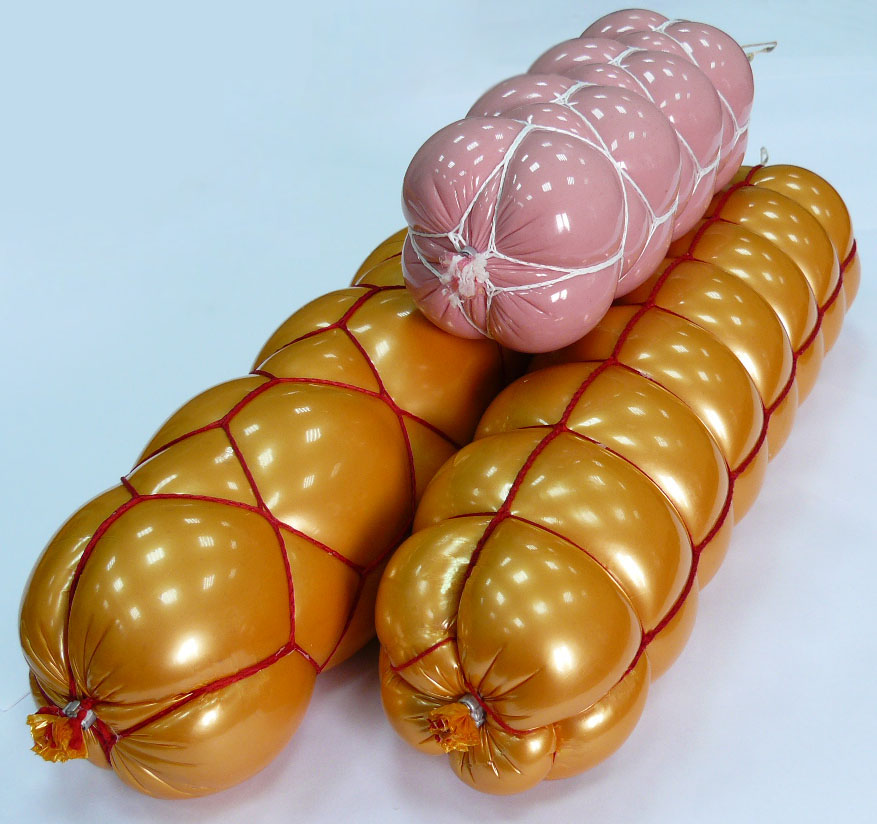
Колбаса в полиамидной оболочке

## Свойства
Полиамидные оболочки обладают высокими барьерными свойствами, благодаря которым предохраняют продукт от проникновения газообразных веществ, в особенности атмосферного кислорода, что позволяет избежать процессов окисления и обеспечить длительные сроки хранения готовой продукции. Влагонепроницаемость позволяет предохранить продукт от потерь веса при варке и хранении. Высокая эластичность оболочки позволяет производить формовку с переполнением 10 % для колбас традиционной формы и до 50-100 % при использовании специальных полиамидных оболочек, предназначенных для изготовления продуктов в пресс-формах или в комбинации с сетками и шпагатированием. Значительная термоусадка полиамидных оболочек обеспечивает получение ровных, гладких батонов и сохранение внешнего вида продукции.
Благодаря высокой прочности, продукцию в таких оболочках можно обрабатывать практически на всех видах колбасного формующего и клипсующего оборудования. Высокая прочность также позволяет избежать разрывов оболочки в процессе термообработки. Стабильность калибра полиамидных оболочек позволяет выпускать в них весовую продукцию. Выпускаются калибром от 16 до 160 мм.

## Технология производства

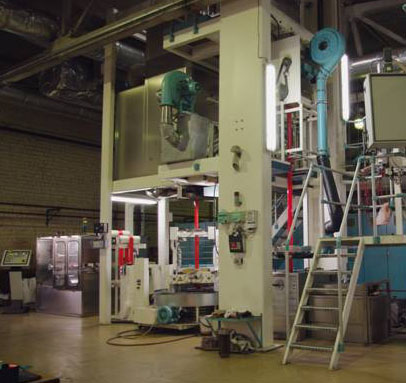
Экструзионный участок производства полиамидной оболочки

Для производства полиамидной колбасной оболочки используется многослойный экструдер, процесс коэкструзии представляет вытягивание расплавленной рукавной пластиковой массы с охлаждением водой, с последующей ориентацией слоёв в двух направлениях.

## Применение
Полиамидные колбасные оболочки применяют для производства варёных колбас, ливерных колбас, сосисок, варёных ветчин, паштетов и зельцов, плавленых сыров и замороженных мясных продуктов. Оболочки наполняются фаршем на колбасных шприцах, концы оболочки заделываются алюминиевыми клипсами на клипсаторах.